# Aplonis pelzelni
El estornino de  Ponapé (Aplonis pelzelni) es una especie de ave paseriforme de la familia Sturnidae endémica de la isla de Ponapé, en los Estados Federados de Micronesia. Es un pájaro extremadamente escaso y posiblemente se haya extinguido. Su nombre científico conmemora al ornitólogo austriaco. August von Pelzeln (1825–1891).

## Descripción
El estornino de Ponapé mide unos 19 cm. El plumaje de sus partes superiores es principalmente pardo oscuro. Su cabeza es más oscura y tiene la frente y el lorum negros. Sus alas, obispillo y cola son algo más claros y de tonos más castaños. Sus partes inferiores tienen tonos pardo oliváceos. Su pico y patas son negros, y el iris de sus ojos es castaño. Los juveniles son similares a los adultos salvo en las partes superiores que son de tonos más claros. Su llamada suena como "sii-ay".

## Hábitat
El estornino de Ponapé habita en los bosques húmedos de las montañas por encima de los 425 m s. n. m., aunque también se le ha observado en altitudes más bajas. El último ejemplar cazado, en 1994, estaba a una altitud de 750 m s. n. m.

## Comportamiento
Es un ave sedentaria que defiende su territorio por parejas. Busca alimento por el día y su dieta se compone de flores, bayas y semillas, además de insectos y gusanos. Existen informes sin confirmar de que anidan en el interior de los huecos de los árboles.

## Estado de conservación
El estornino de Ponapé fue descubierto por el etnógrafo polaco John Stanislaw Kubary (1846–1896) y descrito por el ornitólogo alemán Otto Finsch en 1876. El holotipo que estuvo depositado en el Museo Godeffroy de Hamburgo durante un tiempo actualmente se encuentra en el Museum Naturalis de Leiden, Países Bajos. Al parecer este pájaro era bastante común a principios de la década de 1930s. Se recolectaron seis especímenes durante la expedición de Whitney por los mares del sur liderada por William Coultas en 1930 y 1931. Lawrence P. Richards cazó un espécimen en 1948 y mandó su piel al Museo Bishop de Honolulu (Hawái). En 1956 el ornitólogo Joe T. Marshall fue el último científico occidental que vio a esta ave viva. Marshall cazó dos especímenes y mandó sus pieles al Instituto Smithsoniano de Washington. A partir de entonces se ha perdido la pista de esta ave. En 1973 o 1974 fue avistada en Nantolemal Point pero sin confirmación. Tras varios informes sin confirmar de los habitantes de Ponapé se realizaron censos en 1976, 1977 y 1983 sin éxito. En 1990 estaba clasificado como extinto por la UICN, pero el 4 de julio de 1995 el ornitólogo Donald W. Buden consiguió una hembra muerta que había sido disparada por un guía nativo durante una expedición herpetológica de 1994. Por ello la UICN lo recalificó como en estado crítico de extinción en 2000. Los censos realizados en 2008, registraron tres avistamientos, aunque no fueron completamente documentados. Una expedición de siete días realizada en 2010 no consiguió ningún avistamiento. Las razones de su desaparición no se conocen. La competencia de otras especies de aves y la caza seguramente ha desempeñado un papel importante, y como muchas puestas de otras aves isleñas pueden haber sido pasto de las ratas. La pérdida de hábitat parece haber sido una causa menos importante, porque aunque el 37% de los bosques de montaña se talaron entre 1975 y 1995, queda la mayor parte de su hábitat.